# Balandougouba
Balandougouba är en ort i Guinea.   Den ligger i prefekturen Mandiana Prefecture och regionen Kankan Region, i den östra delen av landet, 600 km öster om huvudstaden Conakry. Balandougouba ligger 363 meter över havet och antalet invånare är 28 597.
Terrängen runt Balandougouba är platt. Runt Balandougouba är det ganska glesbefolkat, med 48 invånare per kvadratkilometer. Det finns inga andra samhällen i närheten. Omgivningarna runt Balandougouba är huvudsakligen savann.